# Phragmipedium merinoi
Phragmipedium merinoi är en orkidéart som beskrevs av Olaf Gruss. Phragmipedium merinoi ingår i släktet Phragmipedium och familjen orkidéer. Inga underarter finns listade i Catalogue of Life.